# Себастьян Соле
Себастьян Соле (ісп. Sebastián Solé; нар. 12 червня 1991, Росаріо) — аргентинський волейболіст, центральний блокувальник, гравець італійського ВК «Сір Сафети Умбрія Воллей» з Перуджі та національної збірної.

## Життєпис
Народився 12 червня 1991 року в Росаріо.
Грав у клубах «Росаріо Сондео» (Rosario Sonder, 2008—2010), «Болівао Волей» (Bolívar Voley або «Drean Bolivar», Аргентина, 2010—2013), «Діатек» (Тренто, 2013—2017), «EMS Taubaté Funvic» (Бразилія, 2017/18), «Кальцедонія Верона» (Calzedonia Verona). Від початку сезону 2020/21 грає за ВК «Sir Safety Umbria Volley» (Перуджа, Італія).
Здобув переможний бал у матчі ЧС 2018 проти збірної Польщі, на тайбрейку, після рахунку 11:14.

### Досягнення

#### Клубні
- Чемпіон Італії 2015
- Володар Суперкубка Італії 2013, 2020